# Гарфілд (округ Полк, Вісконсин)
Гарфілд (англ. Garfield) — місто (англ. town) в США, в окрузі Полк штату Вісконсин. Населення — 1744 особи (2020).

## Демографія
Згідно з переписом 2010 року, у місті мешкали 1692 особи в 622 домогосподарствах у складі 493 родин. Було 933 помешкання
Расовий склад населення:
| - 95,5 % — білих - 0,5 % — корінних американців - 0,2 % — чорних або афроамериканців - 0,2 % — азіатів - 0,1 % — вихідців з тихоокеанських островів - 2,5 % — осіб інших рас |

До двох чи більше рас належало 1,0 %. Частка іспаномовних становила 3,5 % від усіх жителів.
За віковим діапазоном населення розподілялося таким чином: 23,9 % — особи молодші 18 років, 62,4 % — особи у віці 18—64 років, 13,7 % — особи у віці 65 років та старші. Медіана віку мешканця становила 41,3 року. На 100 осіб жіночої статі у місті припадало 110,4 чоловіків;  на 100 жінок у віці від 18 років та старших — 107,6 чоловіків також старших 18 років.
Середній дохід на одне домашнє господарство  становив 78 454 долари США (медіана — 66 136), а середній дохід на одну сім'ю — 85 045 доларів (медіана — 73 990). Медіана доходів становила 53 472 долари для чоловіків та 39 167 доларів для жінок. За межею бідності перебувало 6,7 % осіб, у тому числі 5,2 % дітей у віці до 18 років та 11,8 % осіб у віці 65 років та старших.
Цивільне працевлаштоване населення становило 891 особа. Основні галузі зайнятості: виробництво — 23,8 %, освіта, охорона здоров'я та соціальна допомога — 18,5 %, будівництво — 13,2 %, роздрібна торгівля — 9,1 %.